# Балыкчинский район
Балыкчи́нский райо́н (тума́н; узб. Baliqchi tumani / Балиқчи тумани) — район на северо-западе Андижанской области Узбекистана. Административный центр — городской посёлок Балыкчи.

## География
По территории района протекают реки Карадарья, Мазгилсай и Чинабадсай, а также Большой Андижанский канал. Рельеф представлен равнинами. Почвы — преимущественно лучные серозёмы и слабые солончаки.

### Климат
Климат высоких субтропических нагорий. Средняя температура июля — +26˚С, февраля — −4˚С. Вегетационный период составляет 220 дней. Среднегодовое количество осадков — до 180—190 мм.

### Природа
На целинных участках произрастают полынь, лебеда, одуванчик лекарственный, тростник обыкновенный, верблюжья колючка (янтак), гребенщик (тамариск), перловница Лемана, щавель, хвощ, сорго, вьюнок полевой и мята.
Среди животных распространены лисицы, зайцы, змеи, ящерицы (вараны), черепахи, птицы (белые аисты, утки, домовые воробьи, полевые жаворонки, вороны и горлянки).

## История
Район образован 29 сентября 1926 года. 10 февраля 1939 года 4 сельсовета Балыкчинского района были переданы в новый Алтынкульский район.

## Административно-территориальное деление
Район состоит из 3-х городских посёлков и 8 сельских сходов граждан (кишлак-фукаролар-йигини) (включая 60 сёл):
3 городских посёлка:
1. Балыкчи,
2. Хужаабад,
3. Чинобод.

8 сельских сходов граждан:
1. Алимбек,
2. имени Ахунбабаева,
3. Бустан,
4. Гулистан,
5. Сиза,
6. Урманбек,
7. Ходжаабад,
8. Эски-Хаккулабад.